# اوله مازورنکو
اوله مازورنکو (انگلیسی: Oleh Mazurenko؛ زادهٔ ۸ نوامبر ۱۹۷۷) بازیکن فوتبال اهل اوکراین است.
از باشگاه‌هایی که در آن بازی کرده‌است می‌توان به باشگاه فوتبال اوورلا اوژهورود، باشگاه فوتبال اوبولون-برووار کیف، و باشگاه فوتبال ماریوپول اشاره کرد.